# Kallima incerta
Kallima incerta är en fjärilsart som beskrevs av Karl Grünberg 1908. Kallima incerta ingår i släktet Kallima och familjen praktfjärilar. Inga underarter finns listade i Catalogue of Life.